# Slot Art Festival

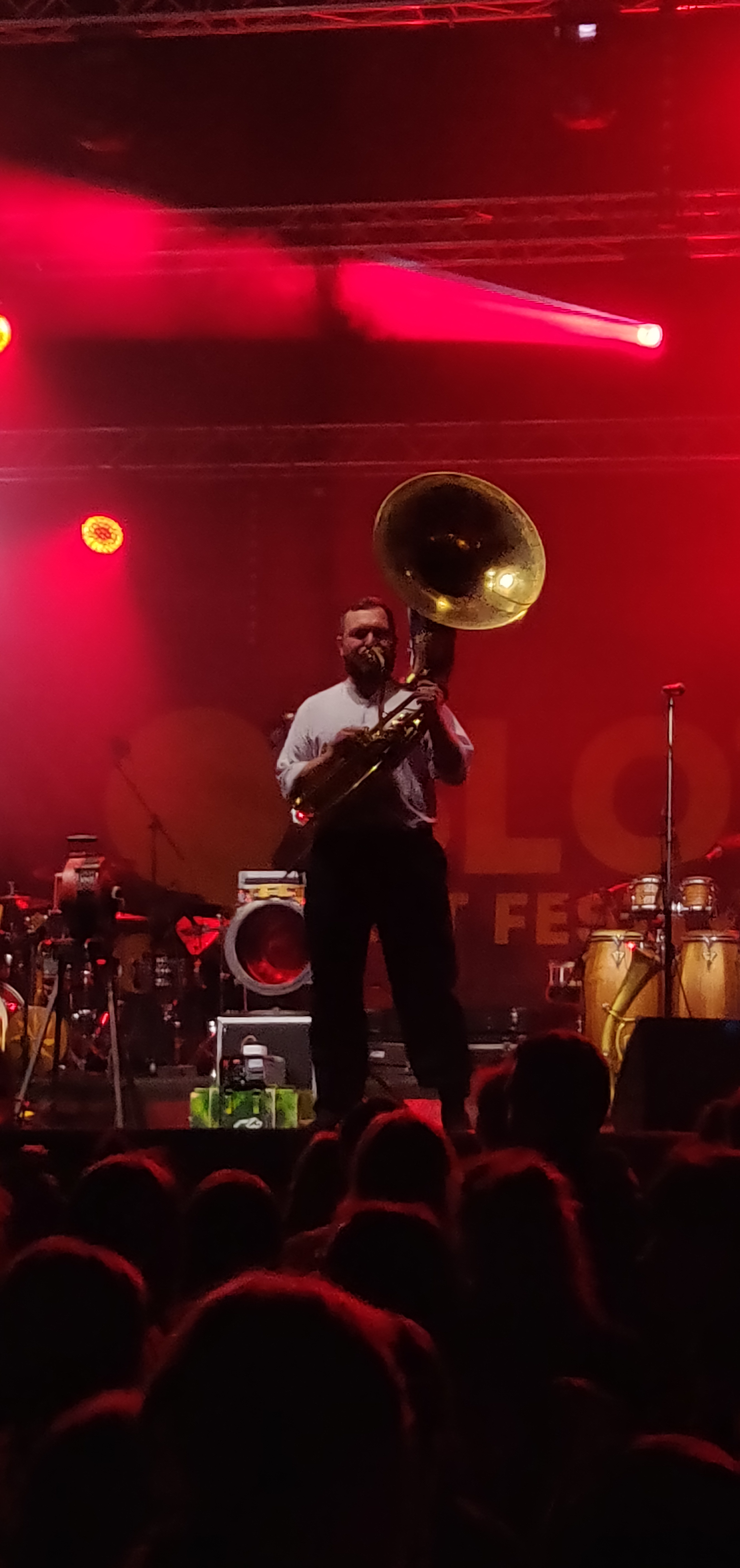
Ignacy Woland w trakcie koncertu Zbuntowanej Orkiestry Podwórkowej „Hańba!” na Slot Art Festival 2022

Slot Art Festival – międzynarodowy festiwal kultury alternatywnej, który co roku w okresie letnim odbywa się w Polsce, od 2001 w Lubiążu. Po raz pierwszy wydarzenie zorganizowano na początku lat 90. XX wieku.

## Historia
Pierwsza edycja festiwalu odbyła się w 1993 roku w miejscowości Stacze na Mazurach. Na samym początku był to nieformalny zlot osób organizujących trasę koncertową zespołu No Longer Music. Było na nim obecnych 80 osób. W następnym roku impreza odbyła się w amfiteatrze Twierdzy „Boyen” w Giżycku. W kolejnych latach systematycznie odnotowywano wzrost liczby uczestników. W 2001 roku Slot Art Festiwal postanowiono przenieść do Lubiąża, gdzie na terenie pałacu Opactwa Cysterskiego, odbywa się co roku także w drugiej dekadzie XXI wieku (z przerwą w związku z pandemią COVID) i gromadzi co roku od około 5000 do niemal 9000 uczestników. Organizatorem jest Stowarzyszenie Lokalnych Ośrodków Twórczych.

## Charakter festiwalu
Największy, pięciodniowy festiwal kultury alternatywnej w Polsce, którego program obejmuje wiele koncertów rozgrywających się na kilku scenach, 100-150 warsztatów z różnych dziedzin sztuki, wykłady, wystawy, projekcje filmowe, przedstawienia teatralne oraz happeningi. Specjalną przestrzenią jest Strefa Inicjatyw Społecznych, gdzie prezentują się organizacje pozarządowe, kolektywy i inne grupy zaangażowane społecznie (w 2022 były to m.in. Młodzieżowy Strajk Klimatyczny, Wikimedia Polska, Fundacja Przystań Medyczna, Akcja Menstruacja). Od 1000 do 1500 wolontariuszy opiekuje się festiwalem.

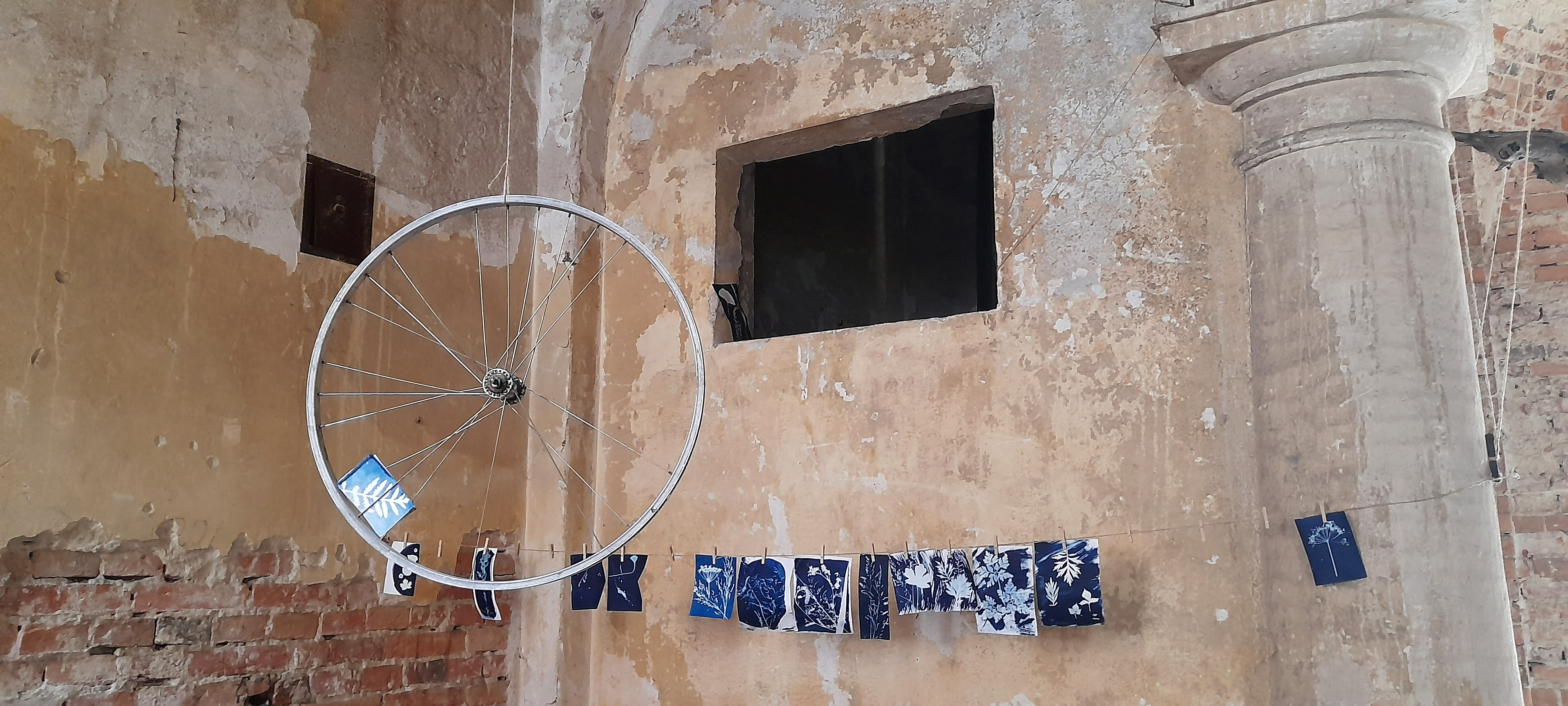
Wnętrze przestrzeni Art Room w wirydarzu – SLOT Art Festival, 2022 r.

SAF odbywa się na terenie jednego z największych w Europie kompleksów pałacowo-klasztornych w Lubiążu koło Wrocławia. Obiekt jest dwa i pół razy większy od krakowskiego Wawelu i mieści w sobie 300 pomieszczeń. Monumentalność i architektura Pałacu budują odpowiedni klimat na potrzeby festiwalu.
Liczba uczestników w różnych latach dochodziła nawet do 9 tysięcy ludzi z różnych stron świata: głównie Polski, Holandii, Stanów Zjednoczonych, Niemiec, Wielkiej Brytanii, Danii, Czech oraz Ukrainy. Wielokulturowość uczestników decyduje o tym, że festiwal ma rangę międzynarodową.
Przedsięwzięcie ma silne inspiracje etyką chrześcijańską, zwłaszcza w stylu ewangelikalnym, o czym świadczą założenia festiwalu (m.in. zakaz dostępu dla osób znajdujących się pod wpływem narkotyków oraz stosujących przemoc), a także grono jego wiodących organizatorów. Jednakże czynniki te w oficjalnym przekazie Festiwalu zaznaczane są w sposób bardzo oględny.